# Altstammbach
Altstammbach ist ein Gemeindeteil der Marktes Stammbach im Landkreis Hof (Oberfranken, Bayern). Altstammbach liegt in der Gemarkung Stammbach.

## Geografie
Südlich der Einöde steigt das Gelände zur bewaldeten Anhöhe Weißenstein (668 m ü. NHN) an. Von Haus Nr. 2 führt ein Anliegerweg 150 Meter südöstlich zur Kreisstraße HO 22. Haus Nr. 1 liegt 150 Meter nördlich von Haus Nr. 2; ein Anliegerweg führt 200 Meter nördlich nach Stammbach zur HO 22.

## Geschichte
Altstammbach gehörte zur Realgemeinde Stammbach. Gegen Ende des 18. Jahrhunderts bestand Altstammbach aus einem Anwesen. Die Hochgerichtsbarkeit stand dem bayreuthischen Vogteiamt Stammbach zu. Das Kastenamt Stammbach war Grundherr des halben Gütleins mit halbem Haus.
Von 1797 bis 1810 unterstand Altstammbach dem Justiz- und Kammeramt Gefrees. Infolge des Ersten Gemeindeedikts wurde Altstammbach dem 1812 gebildeten Steuerdistrikt Stammbach und der zugleich entstandenen Ruralgemeinde Stammbach zugeordnet.

### Einwohnerentwicklung
| Jahr      | 001812 | 001861 | 001871 | 001885 | 001900 | 001925 | 001950 | 001961 | 001970 | 001987 |
| Einwohner | *      | 11     | 13     | 13     | 11     | 14     | 11     | 11     | 7      | 5      |
| Häuser    | *      |        |        | 2      | 2      | 2      | 2      | 2      |        | 2      |
| Quelle    | [ 6 ]  | [ 9 ]  | [ 10 ] | [ 11 ] | [ 12 ] | [ 13 ] | [ 14 ] | [ 15 ] | [ 16 ] | [ 1 ]  |

## Religion
Altstammbach ist evangelisch-lutherisch geprägt und bis heute nach St. Maria (Stammbach) gepfarrt.